# Baia della Pečora
La baia della Pečora (in russo Печорская губа?, Pečorskaja guba) è un'insenatura lungo la costa settentrionale russa, nel Circondario autonomo dei Nenec. È situata nel mare della Pečora nella parte sudorientale del mare di Barents. Deve il nome al fiume Pečora che vi sfocia nella parte meridionale.
La baia ha una lunghezza di circa 100 km e una larghezza che varia da un minimo di 40 km a un massimo di 120 km. È delimitata dalla penisola di Russkij Zavorot (Русский Заворот) e dalle isole Guljaevskie Koški (Гуляевские Кошки) che a nord formano un lungo arco sabbioso. La profondità massima è di 6 m, le acque sono ghiacciate da ottobre a giugno.
Nella baia si pratica la caccia alle foche e ai beluga e la pesca ai merluzzi e ad altre specie ittiche. Dal 1997 fa parte della Riserva Naturale dei Nenec.